# Kalijaya (Cikarang Barat)
Kalijaya is een bestuurslaag in het regentschap Bekasi van de provincie West-Java, Indonesië. Kalijaya telt 27.952 inwoners (volkstelling 2010).